# António Violante
António Violante, de son nom complet José António Baptista de Sousa Violante, est un entraîneur de football portugais né le 18 février 1956 à Leiria.

## Biographie
De 2012 à 2014, il entraîne l'équipe féminine du Portugal.

## Carrière
- 1982-1983 :  UD Leiria - 17 ans
- 1997 :  Portugal - 18 ans
- 1998 :  Portugal - 18 ans (adjoint)
- 1999 :  Portugal - 16 ans
- 2002-2005 :  Portugal - 17 ans
- 2006-2007 :  Portugal - 19 ans (adjoint)
- 2008-2009 :  Portugal - 20 ans
- 2010-2011 :  Koweït - 20 ans
- 2012-2014 :  Portugal (féminines)

## Palmarès
Avec le Portugal des moins de 17 ans :
- Vainqueur de l'Euro des moins de 17 ans 2003